# Caetano Galindo
Caetano Waldrigues Galindo (Curitiba, 5 de outubro de 1973) é um escritor, tradutor e professor brasileiro. Galindo é doutor em linguística pela Universidade de São Paulo. Desde 1998 é professor de história da língua portuguesa na Universidade Federal do Paraná. Traduziu para o português brasileiro obras de autores como Thomas Pynchon, David Foster Wallace, Charles Darwin, J. D. Salinger e James Joyce.

## Biografia
Caetano Galindo é graduado em Letras (Francês) pela Universidade Federal do Paraná (UFPR), onde também concluiu seu mestrado. Obteve seu doutorado em Linguística pela Universidade de São Paulo (USP) com a tese "Abre aspas: a representação da palavra do outro no Ulysses de James Joyce e seu possível convívio com a palavra de Bakhtin". 
Seu primeiro livro de Contos, Ensaio sobre o entendimento humano, venceu o Prêmio Paraná de Literatura de 2013. Em 2016 pela Companhia das Letras, Galindo publicou uma das mais importantes obras sobre Ulysses, o guia, Sim, eu digo sim: uma visita guiada ao Ulysses de James Joyce. O guia, ao melhor estilo professoral de Galindo, nos leva a entender e esmiuçar detalhes e miudezas que passaram ou não desapercebidas aos olhos de leitores que se aventuraram nas páginas do romancista irlandês.
Publicou semanalmente, de 2019 a 2021, um romance em folhetim chamado Lia, no site www.plural.jor.br.
Publicou, em 16 janeiro 2023, o livro "Latim em pó: Um passeio pela formação do nosso português", com o intuito de expor o trajeto de formação da língua portuguesa e instigar o leitor a se questionar sobre o idioma que utiliza no dia a dia. Para isso, reconstitui a história do idioma português e fala sobre os desvios, muitas vezes considerados “erros”, que formam e modificam a língua desde sua criação. Começando pela Europa e pelo latim, com especial atenção a Roma, passando pela Reconquista e pelo colonialismo na África e na América Latina, o autor traça um panorama amplo e compreensível da língua falada no Brasil.

## Trabalhos notáveis

### Obra
- Sobre os Canibais (coleção de contos de sua própria autoria, lançado em 2019)
- Sim, eu digo sim: uma visita guiada ao Ulysses de James Joyce (de sua própria autoria) (finalista do Prêmio Rio de Literatura, categoria Ensaio, 2017)
- Latim em pó: Um passeio pela formação do nosso português (São Paulo: Companhia das Letras, 2023)

### Traduções
- Poemas, T.S. Eliot 2019
- Ossos de Eco (com Rogerio Galindo), Samuel Beckett - finalista do Prêmio Jabuti 2016
- Graça Infinita, David Foster Wallace - Prêmio Associação Paulista de Críticos de Arte 2014[5] (finalista do Prêmio Jabuti 2015)
- Ulysses, James Joyce - Prêmio da Associação Paulista de Críticos de Arte 2012 [6], Academia Brasileira de Letras 2012 [7] e Prêmio Jabuti 2013 [8]
- Os mortos, James Joyce
- Finn's Hotel, James Joyce
- O diário do Beagle, Charles Darwin
- Vício Inerente, Thomas Pynchon
- Elogiemos os homens ilustres, James Agee
- Vida querida, Alice Munro
- Rock'n'Roll e outras peças Tom Stoppard
- Hotel mundo, Ali Smith
- Serena, Ian McEwan
- O Apanhador no Campo de Centeio, Nove Histórias, Franny & Zooey e outros contos de J. D. Salinger
- O Rei Pálido, David Foster Wallace

## Prêmios
- Prêmio de tradução da Associação Paulista de Críticos de Arte 2014, por Graça Infinita
- Os 100 brasileiros mais influentes de 2012 - Revista Época [9]
- Prêmio Jabuti de tradução 2013[10]
- Prêmio de tradução da Associação Paulista de Críticos de Arte 2012, por Ulysses
- Prêmio de tradução 2013 da Academia Brasileira de Letras [11]
- Prêmio Paraná de Literatura, categoria Contos [12]